# Verbandsgemeinde Traben-Trarbach
De Verbandsgemeinde Traben-Trarbach is een publiekrechtelijk lichaam in de Landkreis Bernkastel-Wittlich in Rijnland-Palts, Duitsland. Tot de Verbandsgemeinde behoren 15 Ortsgemeinden en de stad Traben-Trarbach, die tevens bestuurszetel is. De nieuwe Verbandsgemeinde Traben-Trarbach ontstond op 1 juli 2014 uit de tegelijkertijd opgeheven Verbandsgemeinden Kröv-Bausendorf en Traben-Trarbach.

## Gemeenten
- Bausendorf
- Bengel
- Burg (Mosel)
- Diefenbach
- Enkirch
- Flußbach
- Hontheim
- Irmenach
- Kinderbeuern
- Kinheim
- Kröv
- Lötzbeuren
- Reil
- Starkenburg
- Traben-Trarbach, stad
- Willwerscheid